# Emilio Nsue
Emilio Nsue López (* 30. září 1989 Palma de Mallorca) je profesionální fotbalista z Rovníkové Guiney, který hraje na pozici pravého obránce za bosenský klub FK Tuzla City a za národní tým Rovníkové Guiney.
V mládežnických kategoriích reprezentoval Španělsko, na seniorské úrovni nastupuje v reprezentaci Rovníkové Guiney.

## Reprezentační kariéra

### Španělsko
Emilio Nsue působil v mládežnických reprezentacích Španělska. 

S týmem do 19 let vyhrál Mistrovství Evropy U19 2007 v Rakousku.
Zúčastnil se Mistrovství světa hráčů do 20 let 2009 v Egyptě, kde mladí Španělé podlehli v osmifinále Itálii 1:3.
S týmem do 21 let vyhrál roku 2011 Mistrovství Evropy U21 v Dánsku, kde Španělé zvítězili ve finále nad Švýcarskem 2:0.

### Rovníková Guinea
V březnu 2013 podepsal smlouvu s Fotbalovou federací Rovníkové Guiney za přítomnosti jejího prezidenta Domingo Mituye a bývalého fotbalisty Benjamína Zarandony, v níž se zavázal k účasti na všech reprezentačních srazech, na které bude pozván s tím, že veškeré náklady hradí fotbalová federace.
S A-mužstvem Rovníkové Guiney si zahrál na domácím Africkém poháru národů 2015, kde Rovníková Guinea obsadila konečné 4. místo.